# Alphousseyni Keita
Alphousseyni Keita (Bamako, 13 novembre 1985) è un ex calciatore maliano, di ruolo centrocampista.